# Issoire Communauté
Issoire Communauté est une ancienne communauté de communes française, située dans le département du Puy-de-Dôme en région Auvergne-Rhône-Alpes.

## Historique
La communauté de communes a été constituée en janvier 2003.
La loi no 2015-991 du 7 août 2015 portant nouvelle organisation territoriale de la République, dite loi NOTRe, impose aux intercommunalités une population d'au moins 15 000 habitants. Issoire Communauté satisfait donc à ce critère. Cependant, un projet de schéma départemental de coopération intercommunale (SDCI) du Puy-de-Dôme, dévoilé le 5 octobre 2015, proposait la fusion avec les sept autres communautés de communes du Pays d'Issoire - Val d'Allier Sud (Ardes Communauté moins La Godivelle, Bassin Minier Montagne, Coteaux de l'Allier, Couze Val d'Allier, Lembron Val d'Allier, Pays de Sauxillanges et Puys et Couzes).
À la date du projet, cette fusion devait constituer une intercommunalité peuplée de 54 000 habitants, et composée de 92 communes, dont 44 classées en zone de montagne. À la suite de deux fusions de deux communes (Aulhat-Saint-Privat et Flat formant la commune nouvelle d'Aulhat-Flat ; Nonette et Orsonnette formant Nonette-Orsonnette), ce nombre de communes est ramené à 90.
Adopté en mars 2016, le SDCI ne modifie pas ce périmètre. La future structure intercommunale sera une communauté d'agglomération ; l'arrêté préfectoral du 6 décembre 2016 prononçant la fusion des huit communautés de communes mentionne le nom de « Agglo Pays d'Issoire ».

## Territoire communautaire

### Géographie
Issoire Communauté constitue l'une des huit intercommunalités du Pays d'Issoire - Val d'Allier Sud, au sud du département du Puy-de-Dôme. Elle jouxte les communautés de communes Couze Val d'Allier au nord-ouest, Coteaux de l'Allier au nord-est, Pays de Sauxillanges à l'est, Lembron Val d'Allier au sud et Puys et Couzes à l'ouest.
Le territoire communautaire est desservi par l'autoroute A75 permettant une liaison avec Clermont-Ferrand « en vingt minutes » par ladite voie rapide, ou en trente à quarante minutes par le TER Auvergne. Il possède aussi un aérodrome au sud de la commune d'Issoire.

### Composition
Issoire Communauté comprend cinq communes :
| Nom             | Code Insee | Gentilé     | Superficie (km2) | Population (dernière pop. légale) | Densité (hab./km2) |
| --------------- | ---------- | ----------- | ---------------- | --------------------------------- | ------------------ |
| Issoire (siège) | 63178      | Issoiriens  | 19,69            | 14 578 (2014)                     | 740                |
| Le Broc         | 63054      | Brocains    | 17,45            | 666 (2014)                        | 38                 |
| Meilhaud        | 63222      | Meilhaudois | 4,47             | 567 (2014)                        | 127                |
| Pardines        | 63268      | Pardinois   | 5,18             | 254 (2014)                        | 49                 |
| Perrier         | 63275      | Perriérois  | 6,37             | 888 (2014)                        | 139                |

### Démographie
| 1968   | 1975   | 1982   | 1990   | 1999   | 2008   | 2013   |
| ------ | ------ | ------ | ------ | ------ | ------ | ------ |
| 13 627 | 15 418 | 15 517 | 15 392 | 15 699 | 16 319 | 16 595 |

### Économie
L'intercommunalité possède plusieurs zones d'activités : zone d'activité de la Maze, parc d'activité des Listes, parc des Croizettes « Jean Paquet », zone artisanale du Chapeau Rouge, parc industriel et technologique Lavaur-La Béchade.

## Administration
Le siège de la communauté de communes est situé à Issoire.

### Les élus
La communauté de communes est gérée par un conseil communautaire composé de 28 membres représentant chacune des communes membres.
Ils sont répartis comme suit : quatorze élus pour Issoire, six pour Perrier, quatre pour Le Broc, trois pour Meilhaud et un pour Pardines.

### Présidence
En 2014, le conseil communautaire a élu son président, Bertrand Barraud (maire d'Issoire) et désigné ses six vice-présidents : Georges Chassany, Bernard Roux, José Chiodo, Joël Bortolotti, Jean-Pierre De Mulder et Ulrick Bronner.

### Compétences
L'intercommunalité exerce des compétences qui lui sont déléguées par les communes membres.
Les deux compétences obligatoires (trois depuis 2016) sont les suivantes :
- développement économique : étude de la mise en place de nouvelles zones d'activités économiques ; entretien, gestion et aménagement des zones d'activité industrielle, commerciale, tertiaire ou artisanale ; aménagement, entretien et gestion de l'immobilier d'entreprise (dont pépinières et hôtels d'entreprises) ; promotion touristique du site des grottes de Perrier ; parc éolien de Pardines ; tourisme ;
- aménagement de l'espace communautaire : mise en œuvre de la politique de pays ; SCOT et schéma de secteur ; compétence sur des projets urbanistiques structurants ; charte locale architecturale et paysagère ; agenda 21 ; système d'information géographique ;
- gestion des milieux aquatiques et prévention des inondations (obligatoire depuis le 1er janvier 2016).

La communauté de communes a fait le choix des compétences optionnelles suivantes :
- politique du logement et du cadre de vie ;
- action sociale d'intérêt communautaire ;
- protection et mise en valeur de l'environnement ;
- construction, aménagement, entretien et gestion des équipements sportifs et culturels d'intérêt communautaire (centre aqualudique et école de musique).

Les compétences facultatives sont les suivantes :
- communication et animation ;
- label « Pays d'art et d'histoire » ;
- accessibilité.

### Régime fiscal et budget
La communauté de communes applique la fiscalité professionnelle unique.
Elle possède le potentiel fiscal par habitant le plus élevé du département (983,68 euros, correspondant au potentiel fiscal de 17 168 193 euros divisé par la population DGF de 17 453 habitants). Les taux d'imposition appliqués en 2015 sont les suivants : taxe d'habitation 9,02 %, foncier bâti 0 %, foncier non bâti 4,49 %, cotisation foncière des entreprises 23,68 %.

## Projets et réalisations
Issoire Communauté participe entre autres au projet de redynamisation du centre-ville d'Issoire ou à la création d'une nouvelle école de musique.